# Dysphania leucophorata
Dysphania leucophorata là một loài bướm đêm trong họ Geometridae.